# Калиев, Нургазы
Нургазы Калиев (каз. Нұрғазы Қалиев; 1900 год, аул Маштексай — 1962 год) — старший чабан колхоза имени Ворошилова Джангалинского района Западно-Казахстанской области, Казахская ССР. Герой Социалистического Труда (1948).
С 1929 по 1959 года работал чабаном, старшим чабаном в колхозе имени Ворошилова Джангалинского района (позднее — колхоз «Маштексай»). На протяжении нескольких послевоенных зим сохранял поголовье отары без потерь, достигал высоких показателей по сбору каракуля и шерсти.
В 1948 году удостоен звания Героя Социалистического труда «за получение высокой продуктивности животноводства в 1947 году при выполнении колхозом обязательных поставок сельскохозяйственных продуктов и плана развития животноводства».
Умер в 1962 году.
Награды
- Герой Социалистического Труда — указом Президиума Верховного Совета СССР 23 июля 1948 года
- Орден Ленина
- Орден Трудового Красного Знамени